# Orchesia biroi
Orchesia biroi là một loài bọ cánh cứng trong họ Melandryidae. Loài này được Pic miêu tả khoa học năm 1956.